# Camp megalític de Wéris
El Camp megalític de Wéris és el jaciment megalític més important de tota Bèlgica. Conté dues avingudes cobertes amb menhirs i sis jaciments formats només per menhirs. Aquests monuments estan datats del Neolític final. El jaciment és un important patrimoni de Valònia.

## Història
Entre el 1879 i el 1888, l'únic monument conegut és l'actual avinguda coberta de Wéris I. La va esmentar per primera vegada el 1851 un arqueòleg aficionat, J. B. Geubel, que la identificà com un "altar druídic» i apareix en el mapa militar dels voltants, de l'any 1868. A. Daufresne de la Chevalerie va ser el primer a identificar-la l'any 1879 com a monument megalític: llavors l'anomenen el dolmen de Wéris. Curiosament, el monument no té cap nom local, i els autòctons només s'hi refereixen com "un munt de grans pedres» i alguns estudiosos la confonen amb la Pedra Haina. L'interés arqueològic pel monument, reconegut l'any 1881, va fer que l'estat l'adquirís el 1883. L'avinguda coberta de Wéris I està classificada des del 4 d'octubre del 1974 i inscrita des del 29 de juliol del 1993 a la llista del Patrimoni Excepcional de Valònia.
Després del descobriment de la segona avinguda coberta (Wéris II) el 1888, van donar-hi diferents noms: Wéris II s'anomena Dolmen d'Oppagne i els dos monuments es designen indistintament amb els noms de Dolmen núm. 1 i núm. 2, Dolmen Vell i Nou, Dolmen Gran i Petit, Dolmen Nord i Sud. Tot i que els dos monuments s'identificaren l'any 1888 pel baró de Baye com a avingudes cobertes, aquest tipus només es va reflectir en el nom científic dels monuments al darrer quart del segle XX i les nombroses postals editades a partir de finals del segle XIX utilitzen expressions com ara Dolmen druida de Wéris o Dolmen d'Erezée.

## Megàlits
El jaciment s'estén, al llarg d'uns 8 km i 300 m d'amplària, molt més enllà de l'únic poble de Wéris que li dona nom, per llogarets de la comuna de Durbuy: Heyd, Wéris, Oppagne, Morville i Ozo, a prop d'Izier. Té dues avingudes cobertes amb menhirs associats i sis indrets formats sols per menhirs. Tots els megàlits estan fets de pudinga.
Des del descobriment del monument de Wéris II, s'acceptà la denominació d'alineació dels megàlits de Wéris. Durant els descobriments posteriors dels menhirs de Danthine, Oppagne i Ozo, els respectius descobridors van minimitzar l'existència de discrepàncies existents entre l'eix nord-nord-est/sud-sud-est que devia connectar les dues avingudes cobertes i els megàlits. A partir de la dècada dels 1980, la idea de'“alineació general de megàlits de Wéris que forma part d'un corredor de 75 m d'amplada» apareix. El 1985, François Hubert divideix el concepte en cinc línies paral·leles, la més occidental de les quals passaria pels menhirs d'Oppagne. Segons Simons, la distància entre els menhirs d'Oppagne i l'avinguda coberta de Wéris I, que és d'uns 2 km, es podria desglossar en quatre segments iguals d'uns 500 m amb la presència d'un megàlit en cada punt de divisió. Aquesta teoria, però, no es pot aplicar a la part nord del jaciment.

### Avinguda coberta de Wéris I
50° 20′ 00″ N, 5° 31′ 22″ E

#### Història
L'avinguda coberta es va trobar parcialment en ruïnes, però no es feren pas plànols del descobriment i no hi ha una descripció precisa del monument abans de la restauració del 1887: la de J. B. Geubel és molt confusa; la de Daufresne de la Chevalerie és molt resumida i la del geòleg A. de Ceuleneer, amb data del 1882, conté aspectes interessants però les dimensions no en coincideixen pas. Un primer plànol elaborat durant la seua adquisició l'any 1883, una fotografia sense data i un aiguafort del 1886 són les úniques representacions disponibles abans de la restauració del 1887.  Aquestes obres de restauració redrecen la part posterior de la sala i en reconstrueixen el vestíbul. El monument es protegeix amb una porta. Durant els tres primers quarts del segle xx, es va desatendre el manteniment del solar i l'avinguda coberta es va deteriorar (enfonsament dels pilars d'entrada i de la llosa de llit). Al jaciment, se'n feren cinc campanyes d'excavació metòdica l'any 1979 i del 1981 al 1984.

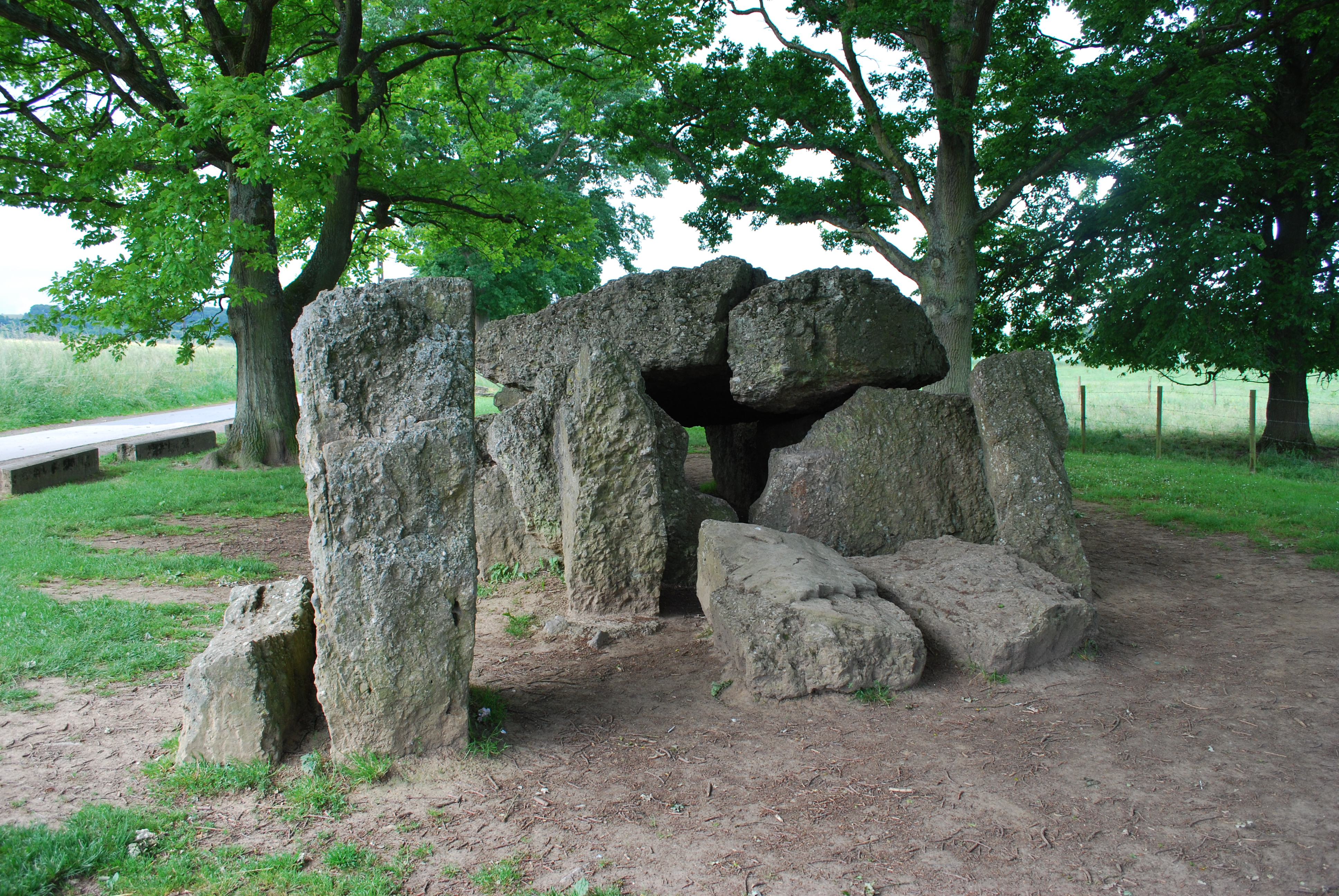
Avinguda coberta de Wéris I (costat nord)

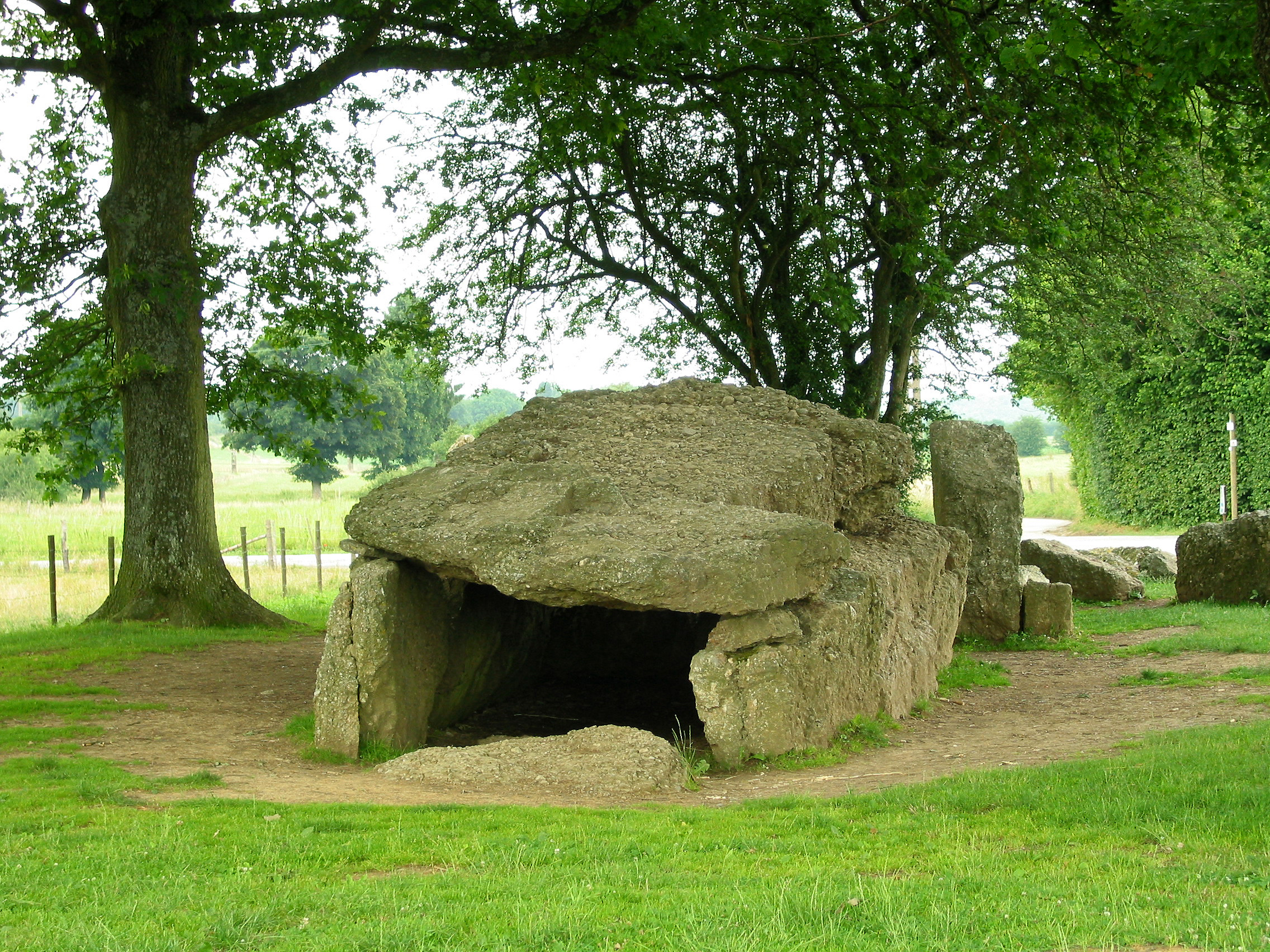
Avinguda coberta de Wéris I (costat sud)

#### Descripció
En l'estat actual, l'avinguda fa 10,80 m de llargada per 4,60 m del màxim ample i s'estén al llarg d'un eix nord/nord-est sud/sud-oest (27° a l'est del nord) i s'obri al nord-nord-est. El corredor és format per un vestíbul, un dormitori i un bloc independent situat rere del llit. El vestíbul inclou dos pilars que emmarquen l'entrada, on hi ha dos blocs subrectangulars. Dues lloses, l'una al costat de l'altra, separen el vestíbul de la cambra. Tenen en el punt de contacte un sagnat. La sala (6,70 m de llargada, 4,60 m d'amplada a l'entrada i 3 m al costat de llit, 1,50 m  d'alçada) està delimitada per dos grans ortòstats, sobre els quals recolza una taula de coberta l'angle nord-est de la qual està fracturat, i altres ortòstats menys grossos suporten una segona taula de cobertura. El llit no és tancat. La llosa situada darrere de la vora del llit així com la petita llosa que descansa a terra dins la cambra no semblen adaptades per a aquesta funció. L'entrada a l'avinguda anava precedida per tres menhirs (dos se'n van observar el 1979 i el 1983) i una trentena de blocs estirats de diferents mides.
Tots els blocs de pedra que componen l'avinguda coberta són fets de l'anomenat pudding Hampteau que aflora de manera natural a la carena de l'est del camp megalític. L'espai, però, situat entre la façana de l'avinguda i el vestíbul es va lapidar amb petits blocs de pedra calcària i fragments de pudinga. Aquest tipus de disposició també es va observar sota algunes lloses. El nombre i l'extensió de les pertorbacions postneolítiques experimentades en les ruïnes no permeten entendre totalment quin desenvolupament previ s'hi va fer i com es va construir l'avinguda o passarel·la.

#### Material arqueològic
L'any 1880, Henri Pirson, propietari de la parcel·la abans de la seua adquisició per l'estat, va emprendre una excavació sumària del monument que, tot i extensa, només va revelar alguns ossos humans o animals sense conservar. La restauració del 1887 no va ser precedida per cap excavació i es va anivellar el terreny al voltant del monument. Aleshores, el coneixement del context arqueològic es limita a algunes observacions de A. Charneux: el sòl del soterrani conté rastres de foc "fins a 2 m de profunditat" i «petits dipòsits de cendres de fusta, així com materials blanquinosos i farinosos que han de ser ossos polvoritzats" i pedres calcàries i de quars «polit i desgastat» que no són d'origen local.
Les excavacions del 1906 dirigides per A. de Loë i E. Rahir aporten alguns artefactes i fragments ossis humans (metatarsians, estelles), però no s'ha fet cap observació estratigràfica i no se n'ha publicat cap informe. Les excavacions arqueològiques realitzades a partir del 1979 van permetre recollir una petita indústria lítica en sílex (ascles, rascadors i sis puntes de fletxa amb una armadura en forma de fulla i puntes pedunculades amb aletes) a l'interior i al voltant de l'avinguda coberta i fragments de ceràmica (grossa), ceràmica de fons pla, fragments amb pasta fina negra fora del context arqueològic. El material antropològic es complementava amb unes quantes dents, fragments de mandíbules i fragments d'ossos llargs. La datació amb carboni 14 de dues mostres d'os humans correspon a un període calibrat entre el 3013  abans de la nostra era i 2626 ae per al primer i en un període calibrat entre el 2894 ae i 2581 ae per al segon.
L'absència de mobiliari anterior al Neolític final, el descobriment de puntes de sageta amb tija i ceràmica atribuïbles a la cultura del vas campaniforme així com la datació per radiocarboni ens porten a atribuir la construcció de l'avinguda coberta de Wéris I al Neolític final. El nombre d'ossos humans trobats és molt baix, açò però podria derivar-se de successius buidatges del Neolític o per saqueigs postneolítics. L'avinguda coberta sembla ser un enterrament col·lectiu perquè les dents trobades corresponen a individus de diferents edats (xiquets, adolescents i adults).

### Avinguda coberta de Wéris II
50° 19′ 18″ N, 5° 30′ 47″ E
La van descobrir l'any 1888. A. Charneux feu un buidatge de la cambra el 1888 i A. de Loë i E. Rahir va excavar el jaciment el 1906. Els anys 1985 i 1986 netejaren les lloses soterrades darrere el llit i davant del dormitori. El 1996-1997 en feren dues grans campanyes.

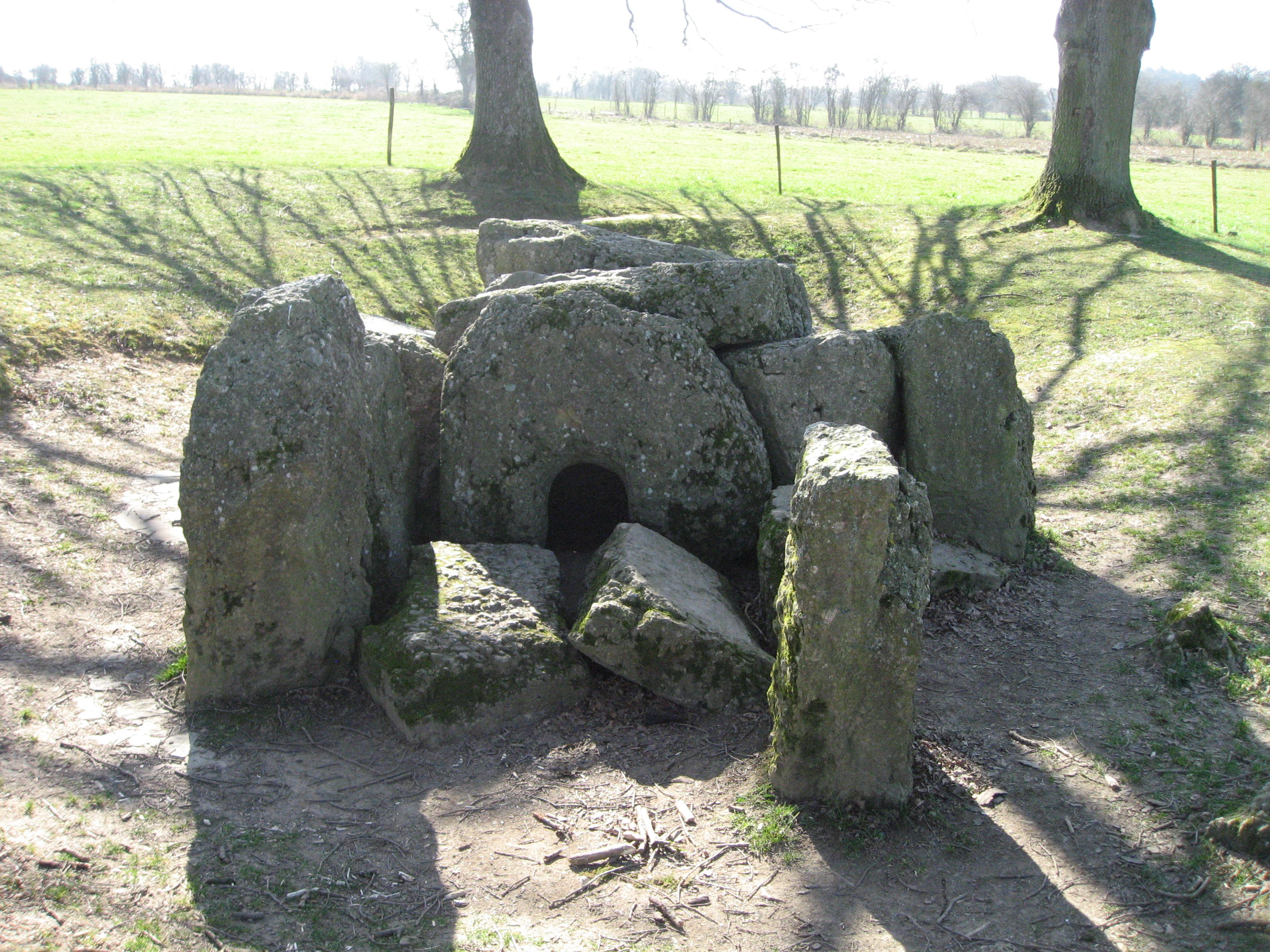
Avinguda coberta de Wéris II

#### Descripció
L'avinguda es va construir en una trinxera, de la qual només n'eixien les lloses de coberta, amb una vintena de grans lloses de pudinga del mateix tipus que la de Wéris I. Per a la coberta (exterior i interior), s'empraren diversos elements, de dimensions més reduïdes, en gres i pedra calcària, com a pedres de falca i per omplir els buits entre els ortòstats. N'està format per tres parts: un vestíbul, el dormitori i una llosa posterior. El conjunt fa 11,60 m de llarg amb una amplada màxima de 5,40 m; l'amplada interior de la cambra varia des d'1 m al costat del llit fins a 1,80 m a l'entrada. L'avinguda s'orienta al llarg d'un eix nord-est/sud-oest amb una obertura al nord-est. L'existència d'una pavimentació exterior al costat esquerre de l'avinguda constitueix un cas únic d'aquest tipus d'avingudes megalítiques del nord-oest d'Europa i implica que l'espai al voltant era buit, per tant amb absència de túmuls durant tot o part del període d'ús. Una llosa de pudding cobria una petita fossa excavada al vestíbul davant la llosa que donava accés a la cambra.
En acabar les excavacions, es va restaurar en part l'avinguda coberta (redreçament dels pilars laterals del vestíbul i alguns ortòstats, reparació de la llosa d'entrada partida en tres, substitució del pis, neteja del vestíbul).

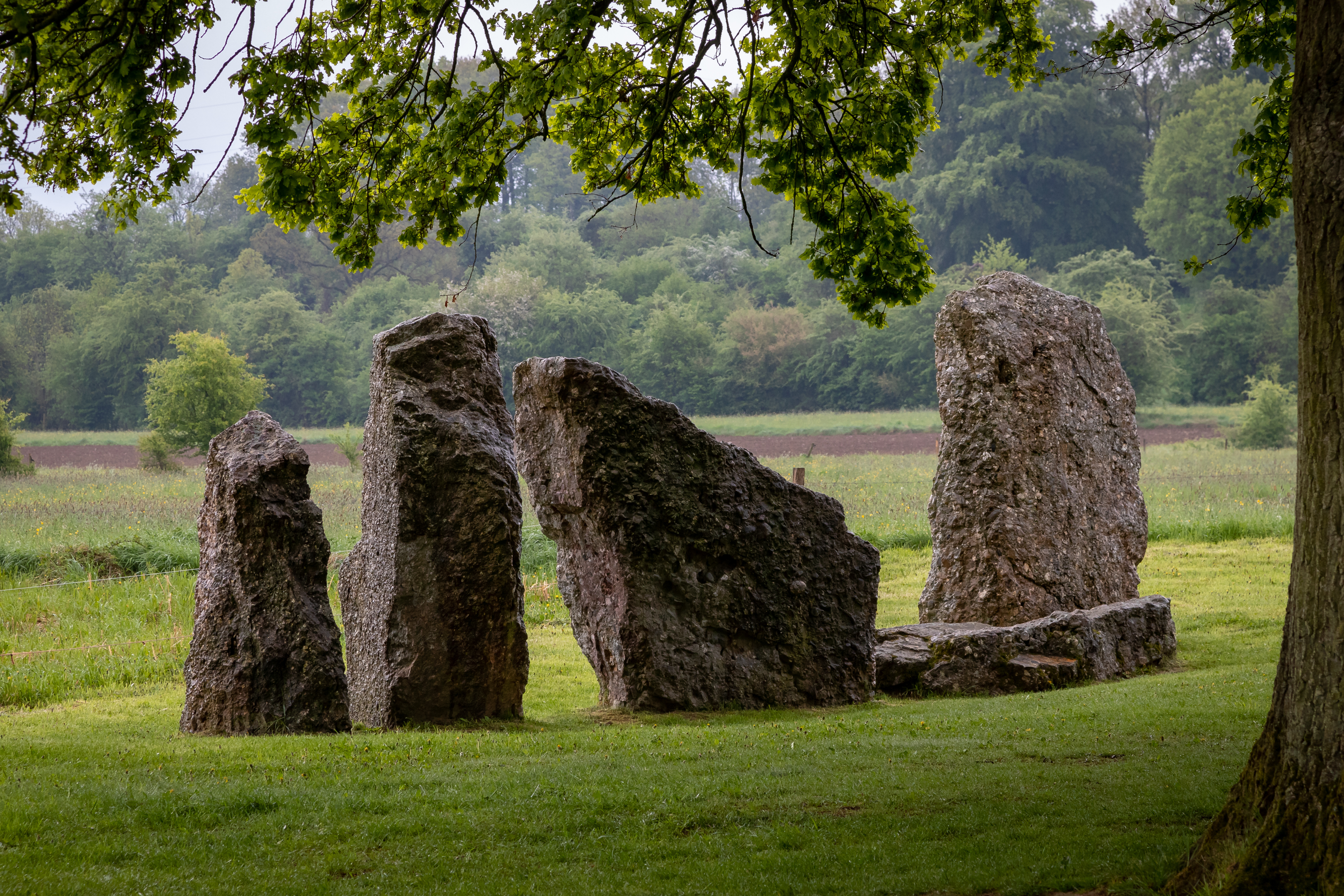
Menhirs associats a l'avinguda coberta de Wéris II

#### Material arqueològic
L'excavació inicial del 1888 i les campanyes d'excavació dels 1996-1997 n'aportaren poc de material arqueològic. Els objectes de pedra inclouen escates rares, rascadors prou comuns, una armadura (amb punta triangular i base còncava) i una punta de fletxa amb tija. La ceràmica es limita a uns quants bocins de fabricació tosca atribuïbles a la prehistòria, incloent-hi vuit de decorats (amb d'espina de peix) característics de la cultura de Gobelet. Altres fragments de vidre són ja històrics. La punta de sageta descoberta al 1996-1997 és del Neolític final (tipus Gord); l'armadura, però, descoberta el 1888 a la cambra, data d'un període més antic (Mesolític o primer Neolític), i podria correspondre a una reordenació del terreny durant la construcció de la calçada.
El material antropològic inclou quants ossos (metacarpià i metatars), un molar, un fragment de la mandíbula i fragments no identificables. La datació per radiocarboni correspon a un primer període entre el 2920  i 2660 abans de la nostra era, i un segon període calibrat entre 2890 i 2620 ae. Com en Wéris I, és força pobre, probablement pels mateixos motius.

#### Menhirs associats
Corresponen a cinc grans lloses descobertes a uns 20 m a l'est de l'avinguda coberta de Wéris II, tres de les quals dataven del 1888. Durant molt de temps el jaciment de Wéris fou oblidat, fins al 1981 en què Eric Huysecom en va donar la primera descripció precisa. Llavors només se'n coneixien tres pedres. Estaven alineades al llarg d'un eix nord-nord-oest/sud-sud-est i fan, respectivament, de nord a sud: 3,30 m de llarg per 0,65 m de gruix, 3,50 m per 0,75 m  i 3,10 m per 0,70 m. Al 1986, una excavació en va revelar dues noves pedres. Quatre lloses les van reconéixer com a menhirs que s'havien d'aixecar al llarg d'un eix nord-sud aproximat. Les van rectificar al 1997.  La naturalesa de la cinquena (pedra núm. II) continua sent incerta en absència d'un descobriment de context arqueològic.
| Llosa                                                      | Forma            | Longitud | Amplada | Gruix  | Pes   |
| ---------------------------------------------------------- | ---------------- | -------- | ------- | ------ | ----- |
| Pedra núm. I                                               | paral·lelepípede | 3,20 m   | 1,58 m  | 0,83 m | 8,9 t |
| Pedra núm. II                                              | fusiforme        | 3,45 m   | 1,80 m  | 0,49 m | 7 t   |
| Pedra núm. III                                             | trapezoïdal      | 3,37 m   | 2,25 m  | 0,60 m | 7,7 t |
| Pedra núm IV                                               | trapezoïdal      | 3,10 m   | 1,55 m  | 0,71 m | 6 t   |
| Pedra núm. V                                               | triangular       | 2,45 m   | 1,25 m  | 0,50 m | 3,3 t |
| Dades: Els menhirs veïns de l'avinguda coberta de Wéris II |                  |          |         |        |       |

### Els menhirs d'Oppagne
50° 19′ 02″ N, 5° 30′ 32″ E

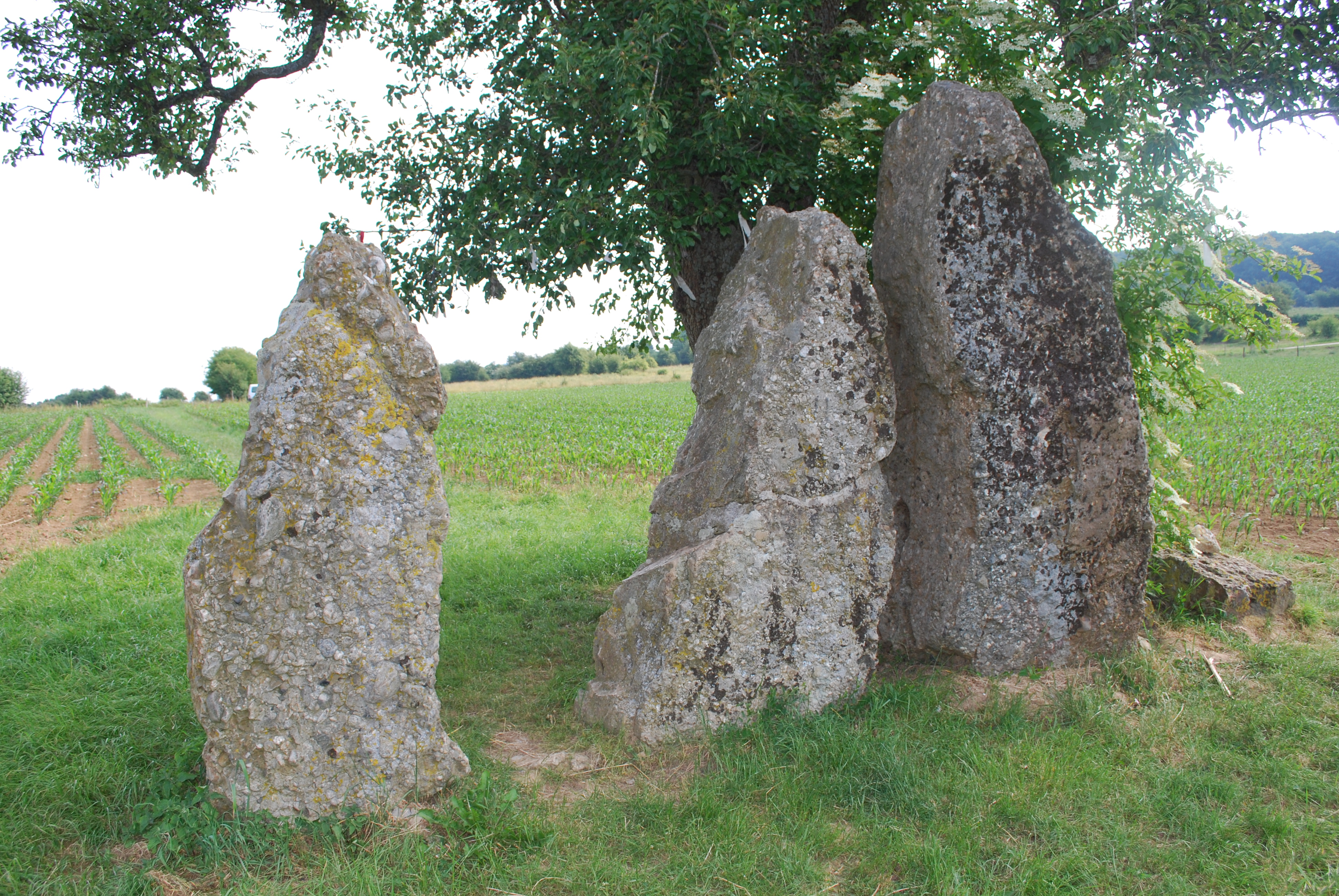
Menhirs d'Oppagne

Les tres pedres apareixen en el mapa geològic de Purves i Dupont del 1885, però les anotaren fins a l'any 1888, aleshores estaven en terra i es consideraven la coberta d'un tercer dolmen (s'acabava de descobrir Wéris II). El 1906, A. de Loë excava el jaciment i destaca l'absència de cap construcció a part de les tres pedres conegudes. De Loë va recollir in situ alguns fragments d'ossos humans i sílexs tallats en un radi de 150 m (inclosa una punta de fletxa), i va concloure que les pedres "semblen tres menhirs bolcats". El lloc va quedar abandonat i el 1913 un aficionat de l'arqueologia va comprar les tres pedres i en transportà una al seu jardí de Hotton. El jaciment va ser comprat el 1932 per l'Institut Arqueològic de Luxemburg i les tres pedres es van redreçar in situ el 1933. Després es van restaurar dues pedres trencades en caure. Cap al 1942-1944, la pedra situada al centre de l'alineació es va tornar a enfonsar. Al 1961, les tres pedres es van redreçar al llarg d'un eix oest-nord-oest/est-sud-est en una longitud de 4,20 m després que la base se n'hagués reforçat amb una llosa de formigó. Al 2001 es va fer una altra excavació per assegurar l'existència d'un context arqueològic.
| Roca                              | Forma          | Longitud | Amplada | Gruix  | Pes   |
| --------------------------------- | -------------- | -------- | ------- | ------ | ----- |
| jo                                | subrectangular | 2,82 m   | 0,80 m  | 0,60 m | 2,5 t |
| II                                | rectangular    | 2,90 m   | 1,20 m  | 0,60 m | 4,1 t |
| III                               | subrectangular | 3,60 m   | 1,20 m  | 1 m    | 7,6 t |
| Dades: Els tres menhirs d'Oppagne |                |          |         |        |       |

La pedra més menuda (I) seria la que transportaren temporalment a Hotton. La seua part superior es reparà amb ciment, i la part soterrada acabaria en punxa. També se'n va restaurar la pedra central (II) (una fotografia de 1906 mostra com s'havia trencat en dues parts). L'any 2001, els estudis mostraren tres fosses, dues de les quals derivaven del projecte de restauració del 1933 i la tercera del 1961. L'excavació, però, del 2001 no mostrà cap resta del Neolític i no hi ha pas constància d'una erecció prehistòrica de les lloses. El caràcter megalític de les pedres, per tant, sembla a priori qüestionable, però aquest context arqueològic podria haver estat destruït ja l'any 1933 i no hi ha pas indicis que les pedres s'alçassen on es van descobrir el 1888. L'origen antròpic dels blocs es deu a la seua naturalesa, en pudding, mentre que el substrat autòcton és el gres i l'aflorament de pudinga més proper està separat del jaciment per uns pujols: degué haver-hi transport antropogènic, però en quina època? En l'estat actual del coneixement, el jaciment correspon a l'extrem sud del camp megalític de Wéris, a 550 m al sud-est de l'avinguda coberta de Wéris II, a l'eix general de les dues avingudes. Per tant, podrien ser tres probables menhirs (no hi ha certesa sobre el seu redreçament primigeni).

### El menhir de Danthine
50° 19′ 28″ N, 5° 30′ 55″ E

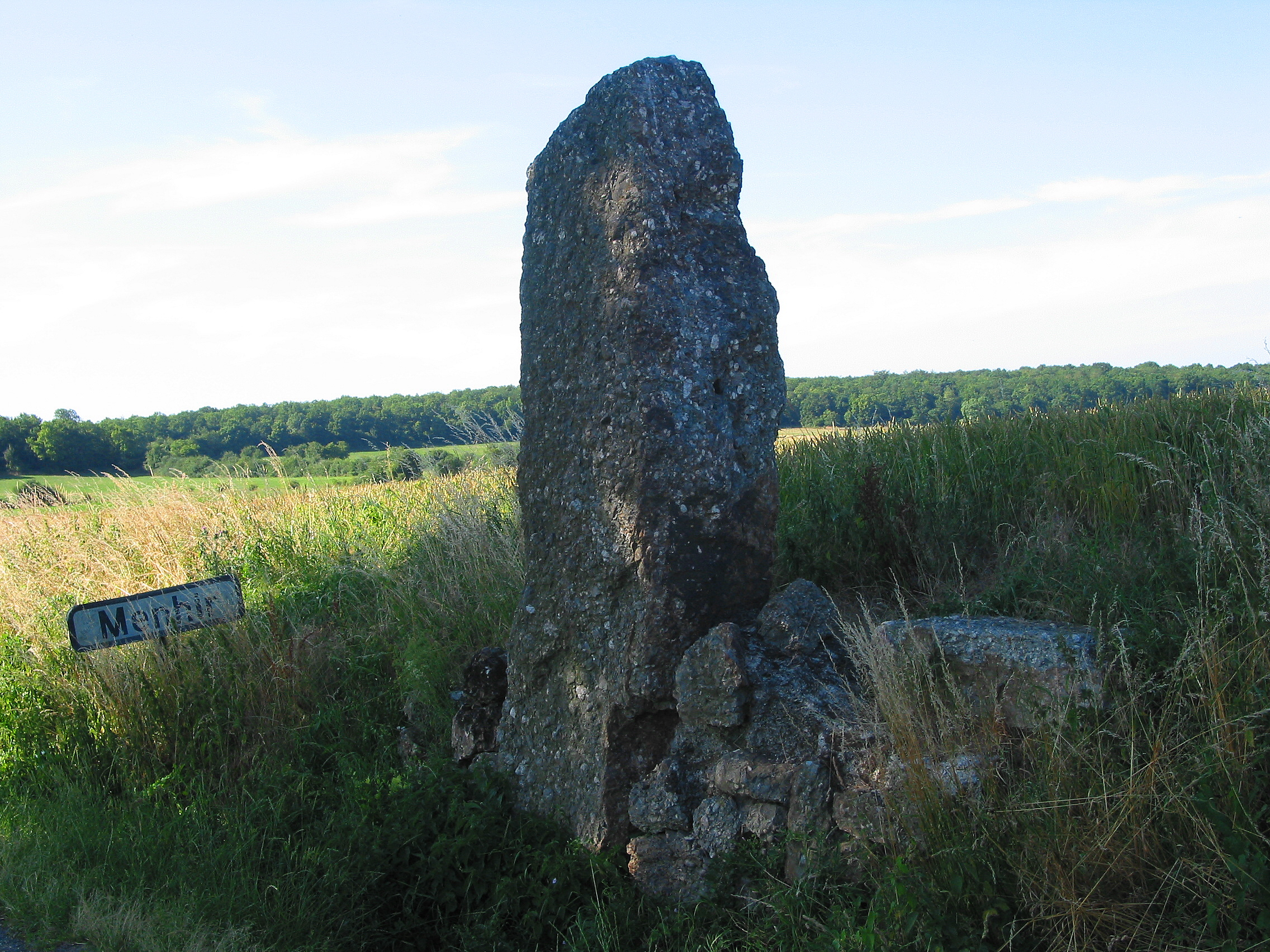
El menhir de Danthine

Aquest menhir, el va descobrir al 1947 l'arqueòloga Hélène Danthine de la Universitat de Lieja gràcies a un llaurador. El bloc de pedra fa 3,60 m en la longitud màxima i 1,15 m en el seu màxim ample per a una grossor de 0,40 m. El pes se'n calcula entre 7,5 t  i 8 t. No sembla haver estat retallat. Durant la neteja es van descobrir altres blocs de la mateixa naturalesa, inclòs un en forma de paral·lelepípede (1,10 m de llarg per 0,50 m com a màxim d'amplada). Tot va ser enterrat en una fossa condemnada que havia estat excavada pel llaurador, la presència de la pedra que estava enterrada a poca profunditat li dificultava el cultiu. La pedra es va trobar en absència de context arqueològic (probablement destruïda per treballs d'enterrament contemporanis); un estudi geològic, però, demostrà que aquest bloc  s'havia extret d'una zona veïna separada del camp on es va trobar per un banc de pedra calcària, que requereix un transport. Segons Danthine, la pedra es trobà a uns 25 m de l'eix que uneix els dos camins coberts de Wéris. El menhir i la petita llosa que l'acompanya s'alçaren al 1948 al costat de la carretera de Barvaux - Érezée, a uns 130 m  de l'indret del descobriment.

### Els menhirs de Longue Pierre
50° 19′ 34″ N, 5° 31′ 01″ E

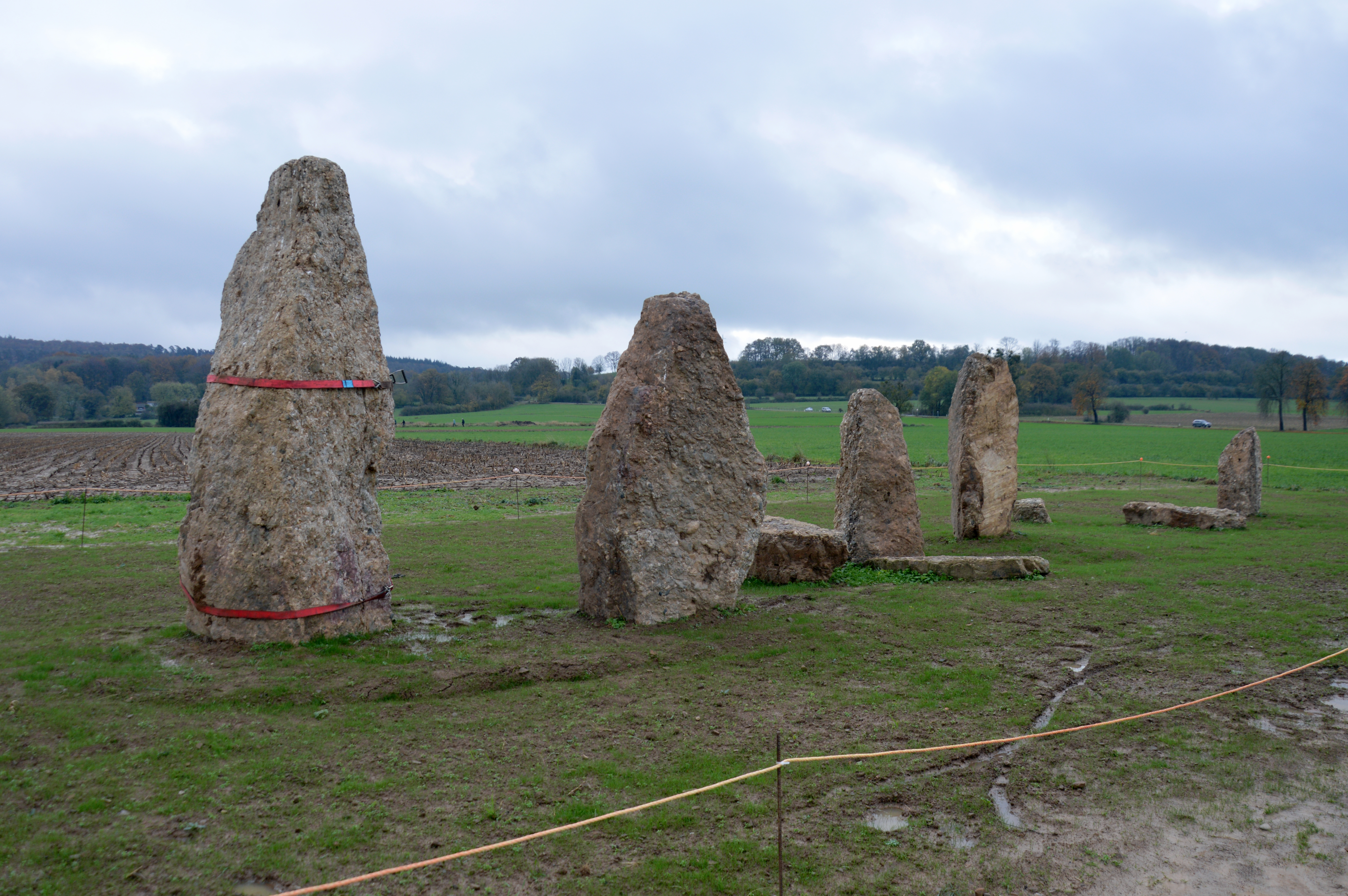
Menhirs de Longe Pierre

Al 2019, una excavació del camp conegut com a Longue Pierre, on s'havia descobert el menhir de Danthine, va trobar set nous menhirs probablement bolcats i soterrats cap a l'any 1600 en l'època de la Contrareforma. Els menhirs pesen entre 1,3 t i 9,2 t. Els van redreçar in situ al 2023 i encaixen en l'alineació general dels megàlits de Wéris.

### El menhir de Morville
50° 20′ 21″ N, 5° 31′ 41″ E

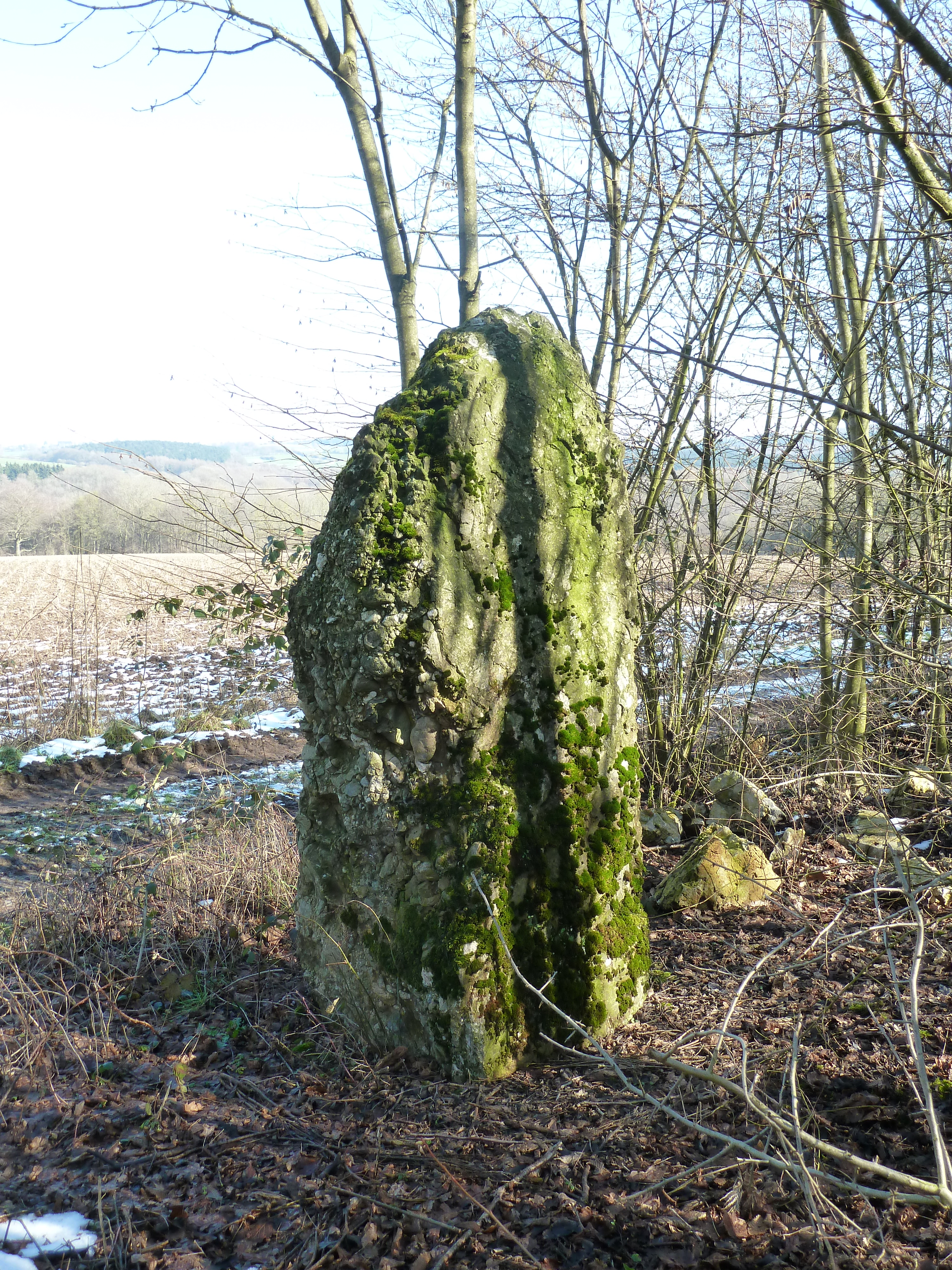
Menhir de Heyd

El jaciment s'excavà el 1995 per comprovar la hipòtesi que aquesta pedra menuda corresponia a un menhir perquè encaixava en l'alineació principal del camp megalític de Wéris. Abans de l'excavació, la pedra només sobreeixia 0,38 m del terra. L'excavació tragué a la llum un petit bloc de pudding amb una llargada màxima d'1,10 m per 0,80 m d'ample i 0,28 m de grossària. Era erigit vora una petita fossa d'uns 1,50 m de llarg (eix est-oest) per 0,90 m d'amplària (eix nord-sud), amb una fondària màxima de 8 cm per davall de la base del bloc que era envoltat per sis pedres de bloqueig i còdols. Al sud-est d'aquesta fossa s'ha trobat una estructura de pedra ovalada de poc més d'1 m, composta per petits blocs (calcàries, gres, pudinga i quars) que no superen els 0,20 m  de longitud. El seu caràcter antròpic és innegable; no s'ha trobat, però, cap material arqueològic ni a la fossa, ni a l'estructura rocosa, ni a la rodalia. La singularitat de la fossa i la disposició de les pedres indiquen la conservació in situ de la pedra. La hipòtesi segons la qual la pedra actual és la part inferior d'una pedra més gran que s'hauria trencat s'ha descartat perquè la fossa de falca sembla perfectament adaptada a la mida de la pedra actual.
La pedra correspon, doncs, a un megàlit, de petites dimensions. Pel que fa a l'estructura de la pedra veïna, no pot correspondre pas a un munt de pedra fet per treballs agrícoles posteriors: el volum acumulat és reduït i la diversitat de pedres que el componen no es correspon amb el subsòl calcari. L'estructura es va considerar, per tant, contemporània de l'aixecament del menhir; encara, però, se'n desconeix la funció. A més a més, com que no s'ha trobat l'estructura de pedra en una fossa, se suposa que descansaria sobre la superfície del sòl, és a dir, a uns 0,35 m per sota del sòl actual i que, en conseqüència, el menhir veí sobresortia del sòl original uns 0,60 m.
Després de l'excavació, el menhir s'ha desplaçat 4 m cap al sud-sud-oest per tal de preservar-lo dels treballs agrícoles, mantenint-lo, però, en l'eix principal del camp megalític.

### El menhir de Heyd
50° 21′ 47″ N, 5° 32′ 50″ E

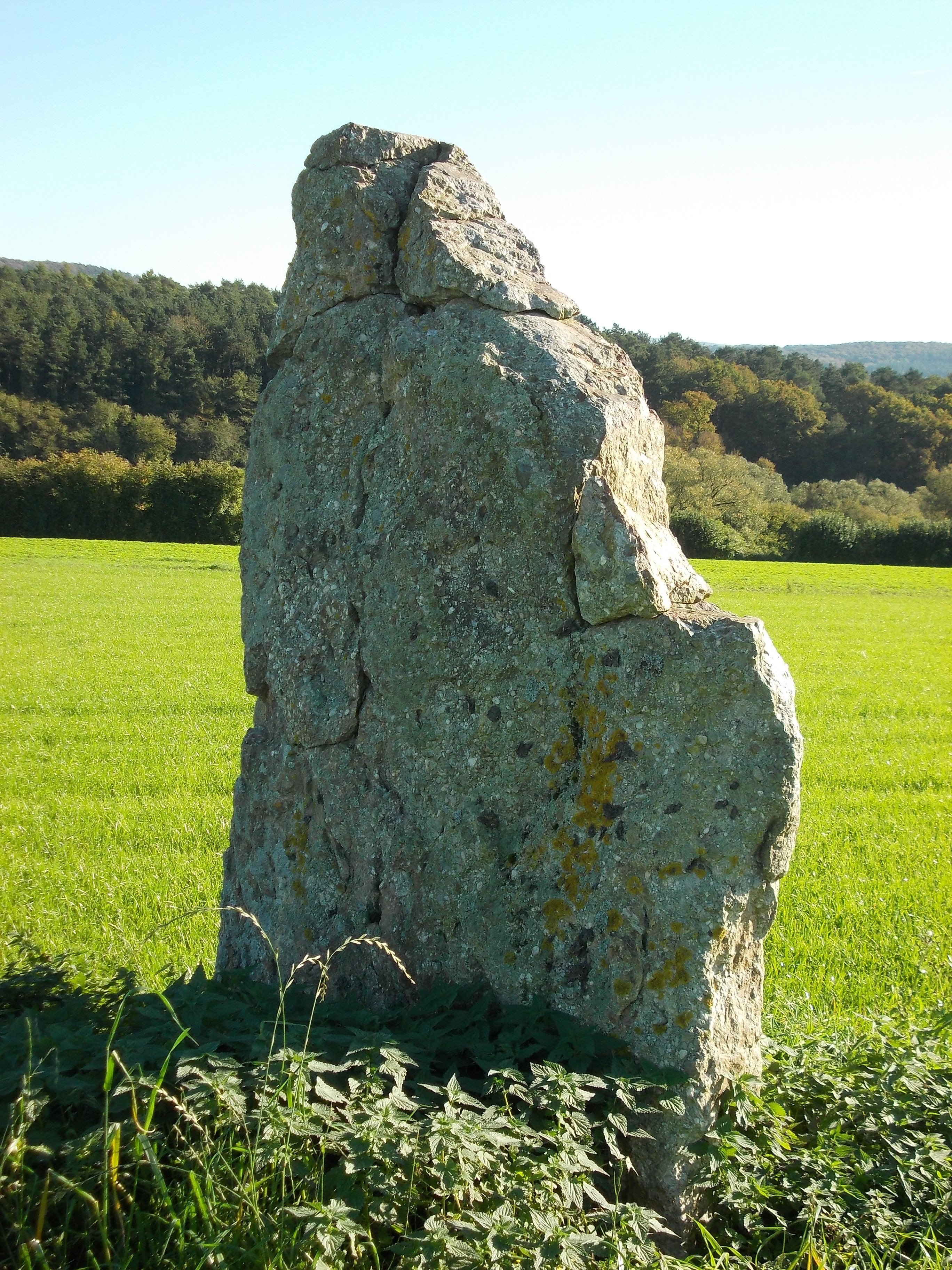
Menhir d'Ozo

Hélène Danthine va informar de l'existència d'un bloc de pudding potencialment megalític a François Hubert, responsable de les excavacions de Wéris I als anys 1980. La pedra, l'esmenten els autors com a pedra de Heyd, menhir de Heyd, pedra de Lejeune o pedra de Tour. Estava estirada al llarg d'un camí de granja en un lloc anomenat A djèyî, a uns 2 km al nord-nord-oest de l'església del poble de Heyd. La pedra recolzava sobre una pica excavada al soterrani i només sobreeixia del terra uns 50 cm. El jaciment va ser excavat al 1998. El monòlit adopta una forma de paral·lelepípede, fa 2,60 m en la longitud màxima, 0,80 m en el màxim ample i 0,90 m  en el gruix màxim. Té unes 4 t de pes.
Hi va aparéixer una clavícula humana d'un xiquet o nounat. La datació amb carboni 14 indica un període calibrat entre el 3331 i el 2918 abans de la nostra era, una troballa que es va comparar amb les de l'any 1906 durant la primera excavació dels menhirs d'Oppagne (fragments d'os de bòvids), i planteja la hipòtesi que determinats menhirs tenien funció funerària en el conjunt megalític de Wéris, tret que aquest dipòsit només tinga un significat ritual.
La presència d'aquest menhir marca l'extrem nord del camp megalític de Wéris, relativament lluny de les concentracions meridionals del jaciment. El menhir ha estat redreçat a la seua fossa.

### El menhir d'Ozo
50° 22′ 47″ N, 5° 33′ 56″ E
Aquesta pedra és coneguda des de fa molt de temps: estava estirada i en part soterrada en un camp. Es tracta d'un bloc de pudding d'una longitud màxima de 3,40 m (després de reparat) per un gruix a la base d'uns 0,70 m  i un pes d'aproximadament 6,50 t. El bloc té dues marques de perforació com a resultat d'un intent de trasllat l'any 1942. La fossa d'erecció, de forma ovalada corresponent a la forma de la base del menhir, es va descobrir sota la pedra jacent. El seu farciment contenia alguns sílexs mal tallats i petits fragments gruixuts.